# هاوکس‌هد
هاوکس‌هد (به انگلیسی: Hawkshead) یک روستا و محله مدنی در بریتانیا است که در South Lakeland واقع شده‌است. هاوکس‌هد ۵۱۹ نفر جمعیت دارد.